# Climat polaire

Carte des climats mondiaux

Le climat polaire est un type de climat caractérisé par des températures froides toute l'année, sans chaleur estivale et avec des hivers glaciaux. Les températures moyennes du mois le plus chaud ne sont jamais supérieures à 10 °C, ce qui correspond à la limite des arbres. Il entraîne l'existence d'un pergélisol et ne permet aucune agriculture. Ce climat est caractéristique des côtes nord de l'Amérique du Nord, de l'Europe et de l'Asie, ainsi que du Groenland, de l'Arctique et de l'Antarctique.

## Présentation
Le domaine climatique des hautes latitudes recouvre un cinquième de la Terre. Dans l'Antarctique, la limite de ce climat passe aux environs du 50e parallèle sud et est beaucoup plus irrégulière autour du pôle Nord. En effet, l'isotherme +10 °C de la moyenne du mois le plus chaud passe bien au nord du cercle polaire sur l'Asie, sur la côte norvégienne et sur l'ouest de l'Amérique du Nord, alors qu'elle descend en dessous du 60e parallèle dans le détroit de Béring, dans le nord-est du Canada (terre de Baffin, détroit d'Hudson) et au Groenland.
Le froid des régions de hautes latitudes s'explique principalement par un angle d'incidence des rayons solaires très faibles (46° 54′ au cercle polaire et 23° 26′ au pôle), la surface du sol reçoit donc très peu d'énergie et la chaleur reçue est donc très faible. De plus la réflexion (albédo) est très forte sur la neige et la glace.
Dans ces régions, le ciel est parfois couvert et les vents sont souvent violents (purga sibérienne, blizzard du Grand Nord canadien). Les précipitations tombent essentiellement sous forme de neige entre le printemps et l'automne. La hauteur du manteau neigeux annuel varie d'environ 1 m dans les régions insulaires proches du cercle polaire à moins de 5 cm au cœur de l'Antarctique.

## Caractéristiques saisonnières

### Nuit polaire et froid permanent d'hiver
En hiver, le froid est permanent (ce qui induit des coulées de neige) et s'explique par l'absence de rayonnement solaire et par la déperdition d'énergie pendant la longue nuit polaire, essentiellement par le rayonnement thermique (résiduel) partant dans l'espace. D'ailleurs, c'est vers le milieu ou la fin de la saison hivernale que l'on enregistre les températures les plus basses, février étant bien souvent le mois le plus rigoureux dans l'hémisphère Nord. Toutefois, les températures varient beaucoup en fonction de l'éloignement de l'océan (à la station d'Eureka, 82° 30′ N en terre d'Ellesmere canadienne, la moyenne du mois de février est de −37 °C). En surface, les hautes pressions thermiques sont permanentes, centrées sur le pôle Sud dans l'Antarctique et sur le nord de l'Asie et du Canada dans l'Arctique. L'air près de la surface du sol est particulièrement froid, il contient très peu de vapeur d'eau et son ascendance est impossible (les précipitations sont donc nulles).

### Les longues journées d'été
L'été est nettement moins froid, surtout sur les marges de l'océan Arctique qui ne sont plus englacées, mais n'est pas à l'abri des gelées. À l'opposé de l'hiver, l'éclairement est continu et la surface englacée moins importante, surtout dans l'Arctique. L'air est moins froid, ce qui provoque un affaiblissement des cellules anticycloniques et permet aux perturbations circulant sur leur marge d'y pénétrer. Les vents sont souvent forts, parfois violents. L'humidité de l'air est plus importante, des ascendances peuvent s'esquisser et les nuages sont donc plus nombreux.

## Nuances du climat polaire

### Le climat d'inlandsis
Le climat du centre des inlandsis (Groenland, Antarctique) est perpétuellement froid, toutes les moyennes mensuelles sont inférieures à 0 °C. En hiver, la température descend en dessous de −40 °C près du pôle Nord et de −60 °C près du pôle Sud (la station russe de Vostok, au cœur de l'Antarctique oriental, détient le record mondial de la température la plus froide jamais enregistrée, à savoir −89,2 °C, le 21 juillet 1983). Les précipitations, toujours solides, sont peu importantes.

### Le climat arctique continental
Le climat arctique continental est seulement présent dans l'hémisphère Nord (littoral de la Sibérie centrale et orientale, frange nord du Groenland, archipel du nord-est canadien).
Les hivers y sont longs et rigoureux (au moins 8 mois avec des températures négatives). Les étés sont nettement plus doux même si les températures restent toujours inférieures à 10 °C. Autour de ce domaine climatique apparaissent des zones où le réchauffement estival est moins marqué (presqu'île de Tchouktches jusqu'à la côte nord de l'Alaska, nord-ouest de la Sibérie centrale, nord de la terre d'Ellesmere au Canada). Ces régions sont irrégulièrement atteintes par des dépressions accompagnées de précipitations, de sautes de vent et de variations brusques de températures.

### Le climat polaire océanique
Le climat polaire océanique apparaît autour des îles Shetland du Sud et des Orcades du Sud, dans le nord-ouest de l'Alaska, dans le sud-ouest du Groenland, au Spitzberg, ainsi que dans l'extrême Nord européen, du nord-est de la Finlande à la Nouvelle-Zemble en Russie. Les températures hivernales sont aussi rigoureuses que sous le climat polaire continental, mais les précipitations sont plus abondantes (300 à 500 mm par an), surtout en été, lors du passage des perturbations d'ouest. La neige et la glace fondent quelques semaines par an, vers la fin de l'été.

### Le climat subpolaire océanique
Le climat subpolaire océanique concerne les îles et les archipels situés dans les parages du cercle polaire boréal (nord de l'Islande, pointe sud du Groenland...) et vers le 50e parallèle dans l'hémisphère Sud (îles Kerguelen, îles Falkland, Terre de Feu...).
Ces régions sont sous la trajectoire des flux d'ouest qui apportent des températures adoucies et davantage de pluie. En effet, les températures sont fraîches avec une faible amplitude tout au long de l'année. Les hivers sont nettement moins froids, rarement glaciaux et jamais persistants car le dégel est possible toute l'année. Les précipitations sont plus abondantes (500 à 1 500 mm par an). Les chutes de neige sont importantes à la fin de l'automne et au milieu du printemps mais peuvent toutefois survenir toute l'année sous forme de bourrasques.

## Exemples

### Barrow en Alaska
Située au nord du cercle polaire arctique, la ville de Barrow (coordonnées : 71° 18′ 01″ N, 156° 44′ 09″ O) a un climat polaire. Les hivers sont particulièrement froids et longs et la saison estivale reste fraîche, brumeuse et courte. En été, la glace se transforme en flaques d'eau car le permafrost rend les couches supérieures du sol imperméables, ce qui attire beaucoup de moustiques. Le mois de juillet est le plus chaud, avec une moyenne de 12 °C (4 °C la nuit), et le plus froid est le mois de février (−25 à −32 °C). Le minimum absolu enregistré est de −50 °C. Le mois le plus humide est celui d'août (24,1 mm de précipitations), le plus sec étant celui de mai (2,0 mm). La moyenne annuelle des précipitations s'établit à 73 mm.